# Sexuell dysfunktion (psykisk)
Sexuell dysfunktion som inte beror på en organisk sjukdom eller skada räknas som en psykisk störning; sådan dysfunktion kan bestå i oförmåga att genomföra samlag eller handla om lustkänslor.
Med psykiskt betingad sexuell dysfunktion räknar ICD-10
- F52.0 Nedsatt libido, sexuell hypoaktivitet och frigiditet
- F52.1 Sexuell aversion, sexuell anhedoni
- F52.2 Uteblivet genitalt gensvar, psykogen impotens, erektil dysfunktion
- F52.3 Orgasmstörning, anorgasmi
- F52.4 Prematur ejakulation
- F52.5 Icke organisk vaginism
- F52.6 Icke organisk dyspareuni
- F52.7 Överdriven sexualdrift, hypersexuell störning, nymfomani, satyriasis

## Påverkansfaktorer
Det har visats att det kognitiva uppmärksamhetssyndromet kan förvärra sexuell dysfunktion.